# Klein kroos
Klein kroos (Lemna minor) is een wilde plant uit de aronskelkfamilie (Araceae).

## Determinatie
De schijfjes van dit plantje zijn vlak en aan beide kanten groen (soms aan de onderkant enigszins roodachtig). Een schijfje is een bladachtige stengel zonder bladeren. Klein kroos kan zich vegetatief snel vermeerderen. De schijfjes kunnen hele oppervlakten van stilstaand water van een sloot of plas bedekken. Een enkel worteldraadje hangt aan elk plantje. In de herfst slaat klein kroos zetmeel op en overwintert op de bodem.

### Bloemen en vruchten
Klein kroos bloeit van april en mei tot in juni. De bloemen zijn eenslachtig en eenhuizig. Een bloemdek ontbreekt. Aan de rand van een schijfje zitten vaak twee mannelijke en één vrouwelijke bloem bijeen. De mannelijk bloem heeft één meeldraad en de vrouwelijke een eenhokkig vruchtbeginsel.
De vrucht is een droge vrucht en eenzadig.

### Gelijkende taxa
Klein kroos kan veel lijken op andere kroosachtigen, waarmee ze bovendien vaak samen voorkomt. De belangrijkste verschillen met dwergkroos zijn het aantal nerven (dwergkroos heeft maar één nerf) en de afmeting van de schijf (die van dwergkroos zijn 1–3 × 1–2 mm). De belangrijkste verschillen met bultkroos zijn eveneens het aantal nerven (bultkroos heeft er meestal 4–5) en de schijf is meestal dik, onderaan sponsachtig. Het belangrijkste verschil met veelwortelig kroos (Spirodela polyrhiza) is het aantal wortels (veelwortelig kroos heeft meerdere wortels per schijf).

## Ecologie
De soort komt voor in eutrofe, stilstaande wateren. Klein kroos is een kensoort van de eendenkroos-klasse (Lemnetea).

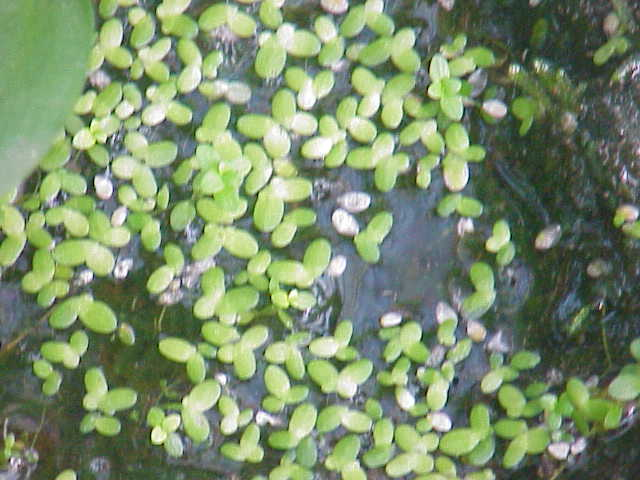
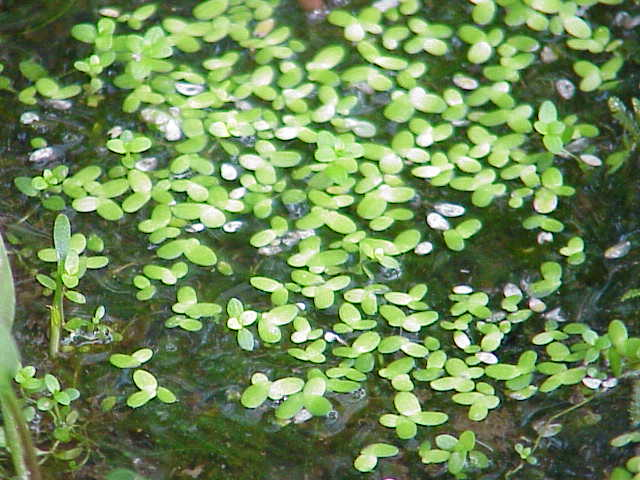
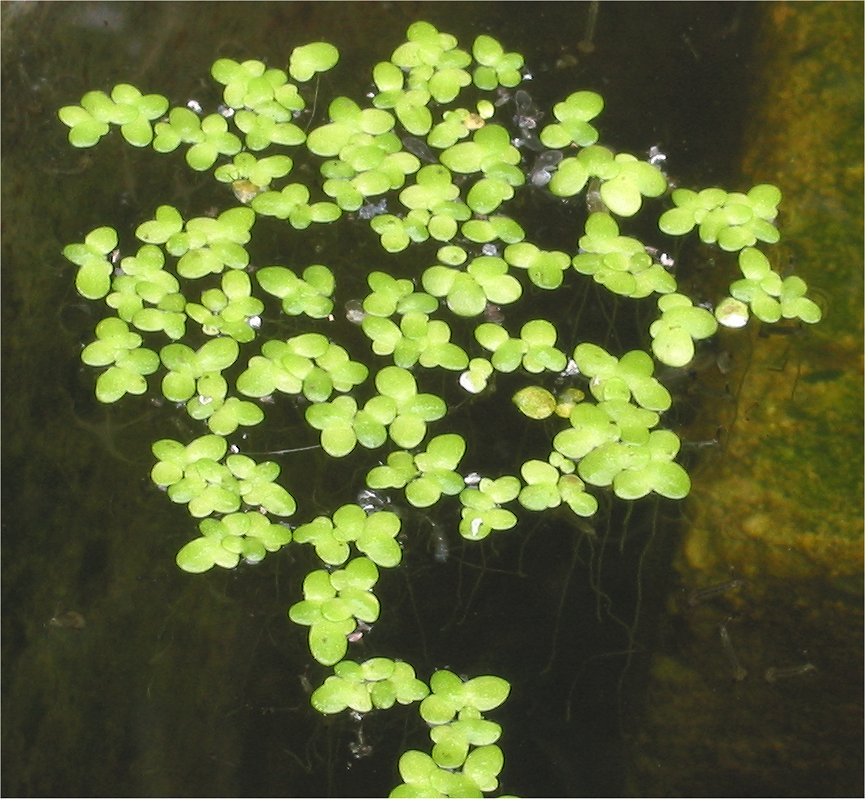